# 赤塚郵便局
赤塚郵便局（あかつかゆうびんきょく）
- 茨城県水戸市にある郵便局。本記事にて記述する。
- 新潟県新潟市西区にある郵便局。局番号は12125。

赤塚郵便局（あかつかゆうびんきょく、英称: Akatsuka Post Office）は、茨城県水戸市にある郵便局。民営化前の分類では集配普通郵便局であった。

## 概要
所在地：〒311-4199 茨城県水戸市赤塚２丁目212番地

## 沿革
- 1903年（明治36年）12月10日 - 赤塚郵便受取所として開設[2]。
- 1905年（明治38年）4月1日 - 赤塚郵便局（三等）となる。
- 1964年（昭和39年）6月1日 - 電話交換事務を水戸電報電話局に移管[3]。
- 1977年（昭和52年）8月1日 - 水戸市赤塚１丁目から同市赤塚２丁目に移転。
- 1982年（昭和57年）9月1日 - 和文電報配達業務を水戸電報電話局に移管[4]。
- 1986年（昭和61年）8月1日 - 特定郵便局から普通郵便局に局種別改定。
- 2007年（平成19年）10月1日 - 民営化に伴い、併設された郵便事業赤塚支店に一部業務を移管。
- 2008年（平成20年）2月25日 - 郵便事業水戸支店内原集配センターの廃止に伴い、赤塚支店が取扱業務を承継。
- 2012年（平成24年）10月1日 - 日本郵便株式会社発足に伴い、郵便事業赤塚支店を赤塚郵便局に統合。

## 取扱内容
- 郵便、印紙、ゆうパック、チルドゆうパック、内容証明、国際郵便、e発送サービス、キャッシュレス
- 貯金、貯金担保自動貸付け、為替、振替、振込（他の金融機関口座への送金）、国際送金、国債、投資信託、確定拠出年金、口座貸越サービス、財形定額貯金、総合振込、貯金小切手の振出、簡易払い、JP BANKカード（クレジットカード）
- 生命保険、バイク自賠責保険、自動車保険、JP生活サポート保険、がん保険、引受条件緩和型医療保険、変額年金保険
- ゆうちょ銀行ATM: 通帳取り扱い、硬貨での取り扱い、払込用紙による通常払込み、通帳の繰越、ICキャッシュカード・通帳の磁気修復、二次元コードによる税公金支払い
- 水戸市内の一部地域（「311-41xx」「319-03xx」の区域）の集配業務
- ゆうゆう窓口

## 周辺
- 水戸市役所 赤塚出張所
- ヨークタウン赤塚
- 大塚池公園

## アクセス
- 常磐線 赤塚駅から北へ約700m（徒歩約9分）
- 茨城交通バス 南中丸停留所下車
- 常磐自動車道 水戸ICから東へ約3km
- 国道50号沿い
- 駐車場あり：13台